# Hal Hutcheson
Harold Thomas Hutcheson, detto Hal (Hopkins, 16 maggio 1920 – 17 settembre 1991), è stato un cestista e allenatore di pallacanestro statunitense, professionista nella PBLA, nella NBL e nella NPBL.

## Carriera
Debuttò da professionista nel 1947-48 nella PBLA con i St. Joseph Outlaws, giocando 7 partite con 9,7 punti di media. L'anno successivo si trasferì ai Denver Nuggets della NBL, con cui disputò 59 con 4,5 punti di media.
Dopo una stagione di pausa, si ripresentò nella NPBL, giocando due partite con i Kansas City Hi-Spots.